# Pierre Julitte
Pierre Julitte, né le 24 mai 1910 à Chevannes et mort le 15 août 1991 à Neuilly-sur-Seine, est un ingénieur, administrateur civil résistant (sous les pseudonymes « Robin » et « Guy ») et écrivain français, Compagnon de la Libération.

## Biographie
Né le 24 mai 1910 à Chevannes, Pierre Julitte suit des études secondaires aux lycées Buffon et Henri-IV à Paris. Sorti major de l’Institut national agronomique puis de l'École nationale du génie rural, il obtient, comme élève d’État, le diplôme d’ingénieur de l’École supérieure d'électricité (Promo 1932).
Il exerce les fonctions d’ingénieur du corps du génie rural lorsqu’il est mobilisé en août 1939 comme lieutenant de réserve de cavalerie. Affecté au 21e groupe de reconnaissance divisionnaire, il y commande les transmissions et reçoit une première citation en décembre 1939 pour son travail acharné sur les lignes du réseau téléphonique.
Muté le 16 mai 1940, contre son gré, à l’école des officiers près de l’armée britannique, à Aunay-le-Château, il réussit à n’y rester que quarante huit heures. Il se fait désigner au commandement de la mission de liaison française près de la troisième brigade blindée britannique dont, en violation du règlement, le chef, le brigadier John Crocker, lui confie à plusieurs reprises le commandement d’opérations de reconnaissance. Ainsi, dès le 13 juin 1940, dirigeant une patrouille, il rencontre des éléments allemands dans une ferme isolée et les met en fuite, abattant lui-même le chef de la patrouille ennemie. Il reçoit une deuxième citation pour ce fait.
Convaincu de ce que le combat continuera hors de France, il s’embarque pour l’Angleterre le matin du 18 juin avec les derniers éléments de la brigade britannique à laquelle il est affecté. C’est par la presse que, le lendemain, il prend connaissance de l’Appel du général de Gaulle qu’il rejoint aussitôt.
Chargé du 1er Bureau, puis des transmissions à son premier état-major, il participe à l’affaire de Dakar, à l’issue de laquelle le Général le charge de la réorganisation des liaisons intérieures et extérieures, civiles et militaires, de l’Afrique française libre. De retour à Londres en février 1941, il étudie à la demande du colonel Passy (André Dewavrin), qui commande le 2e Bureau, un projet concernant les liaisons radio clandestines avec les réseaux de renseignements encore embryonnaires qui opèrent en France. Son projet est accepté et il se propose de le mettre en œuvre lui-même. Il en est chargé au profit de trois chefs de réseaux : Pierre Fourcaud (Lucas), Maurice Duclos (Saint-Jacques) et Gilbert Renault (Roulier).
Après un entraînement accéléré, il est parachuté en France occupée le 11 mai 1941 et il devient bientôt l'un des éléments essentiels du premier réseau de renseignements de la Zone Nord, la Confrérie Notre-Dame. Avec une grande énergie, il recrute des éléments pour le réseau et est responsable des liaisons radio. En février 1942, il est « brûlé » et rejoint Londres sur ordre, avec « Roulier », par Lysander. Il est une troisième fois cité. Affecté au Bureau central de renseignements et d’action (BCRA), nouvelle appellation du 2e Bureau, il participe à une tentative d’opération de commandos sur Bayonne, puis, informé que ses parents et sa sœur ont été arrêtés par la Gestapo, il se porte volontaire pour une nouvelle mission en France et est débarqué en baie de Cannes le 3 octobre 1942. Au début de 1943, il rencontre Antoine Mauduit qui est en contact avec François Mitterrand et qui cherche à convaincre de Gaulle de l'utilité de soutenir son réseau de résistance chez les ex-prisonniers de guerre.
À la suite de l’infiltration d’un agent de l'Abwehr dans son réseau, il est arrêté le 10 mars 1943. Emprisonné à la Prison Saint-Pierre à Marseille, puis à Fresnes, il est déporté NN (Nacht und Nebel) le 22 novembre 1943. D'abord interné à Neue Bremm, il est transféré le 4 décembre 1943 à Buchenwald où il continue à résister. Il parvient à faire passer, par le biais d'un ouvrier français prisonnier du Service du travail obligatoire, qui envisage de s’évader, un rapport sur la fabrication des bombes volantes V2 au camp de Dora et à l'usine Mibau de Buchenwald. Ce rapport finalement transmis aux Alliés aboutit au bombardement de l'usine et du camp le 24 août 1944. En janvier 1945 il est envoyé au camp de Dora et évacué vers Bergen-Belsen en avril. Libéré le 15 avril 1945 par la 11e division blindée britannique, il devance ses camarades pour organiser, assisté de trois d’entre eux (dont Edmond Debeaumarché), leur défilé sur les Champs-Élysées où ils sont accueillis par le général Koenig, alors gouverneur militaire de Paris.
Promu lieutenant-colonel, il occupe le siège qui lui avait été réservé à l'Assemblée consultative provisoire dont il est, peu après, élu secrétaire. Directeur de cabinet du gouverneur de Rhénanie-Palatinat de 1945 à 1948, il est membre de la Haute commission alliée pour la province de Trèves de 1948 à 1951. Il devient par la suite directeur, administrateur et PDG de diverses sociétés.
Membre du Conseil de l'Ordre de la Libération, Pierre Julitte est décédé le 15 août 1991 à Neuilly-sur-Seine où il a été inhumé.

## Distinctions

### France
- Commandeur de la Légion d'honneur
- Compagnon de la Libération par décret du 12 septembre 1945
- Croix de guerre 1939–1945 (5 citations)
- Médaille de la Résistance française
- Commandeur de l'ordre du Mérite agricole
- Croix du combattant volontaire de la guerre de 1939–1945
- Médaille commémorative française de la guerre 1939–1945

### Grande-Bretagne
- Ordre de l'Empire britannique à titre civil

### Grand-Duché du Luxembourg
- Commandeur de l'ordre de la Couronne de chêne

## Publications
- Les Eaux de consommation et leur traitement, Eyrolles, Paris 1964[6].
- L'Arbre de Goethe (roman), Presses de la Cité, Paris 1965, préfacé par Joseph Kessel où Pierre Julitte relate sa vie en déportation sous le pseudonyme de « Alain ». Prix littéraire de la Résistance en 1965[7].
- Block 26. Sabotage at Buchenwald. George Harrap & Co, 1972  (ISBN 978-0245586903).
- « Échec aux V2 : Hommage à Marcel Sailly », Revue de la France Libre, no 275,‎ 3e trimestre 1991 (lire en ligne)